# 2016년 두산 베어스 시즌
2016년 두산 베어스 시즌은 두산 베어스가 KBO 리그에 참가한 18번째 시즌으로, OB 베어스 시절까지 합치면 35번째 시즌이다. 김태형 감독이 팀을 이끈 2번째 시즌이며, 김재호가 주장을 맡았다. 최다승 93승으로 팀은 정규 시즌 1위에 올랐으며, 한국시리즈에서 NC 다이노스를 4승 무패로 꺾고 창단 5번째 통합 우승을 달성했다.

## 타이틀
- U-23 야구 월드컵 동메달: 이우성
- 노히트노런: 보우덴 (13호)
- KBO MVP : 니퍼트
- 한국시리즈 MVP : 양의지
- 완봉 : 보우덴 (1), 니퍼트 (1)
- 다승 : 니퍼트 (22)
- 선발승 : 니퍼트 (21)
- 승률 : 니퍼트 (0.880)
- 선발승 : 니퍼트 (21)
- 탈삼진 : 보우덴 (160)
- ERA : 니퍼트 (2.95)
- 출장 (타자) : 허경민 (144)
- 희생플라이 : 김재호 (13)
- WPA: 김재환 (6/14 KIA전, 0.731)
- 이닝 당 출루허용률 : 보우덴 (1.18)
- 피안타율 : 보우덴 (0.239)
- 병살 유도 : 장원준 (22)
- 수비이닝 : 허경민 (1206.1)
- 어시스트 : 김재호 (407)
- 선발 GSC : 보우덴 (6월 30일 NC전, 93)
- KBO 골든글러브 : 니퍼트 (투수), 양의지 (포수), 김재호 (유격수), 김재환 (외야수)
- KBO 페어플레이상 : 김재호
- KBO 골든포토상 : 두산 베어스 선수단
- 황금사자기 전국고교야구대회 70주년 기념 OB 올스타 : 김동주 (3루수)
- 황금사자기 전국고교야구대회 70주년 기념 현역 올스타 : 민병헌 (외야수)
- 미스터올스타 : 민병헌
- 올스타전 승리감독상 : 김태형
- 올스타 선발 : 니퍼트 (선발투수), 정재훈 (구원투수), 이현승 (마무리투수), 양의지 (포수), 오재원 (2루수), 김재호 (유격수), 허경민 (3루수), 민병헌 (외야수)
- 올스타전 퍼펙트피처 우승 : 정재훈, 오재원
- 올스타전 번트왕 우승 : 허경민
- ADT캡스 플레이어 대상 : 김재호
- ADT캡스 수비상 : 김재호 (유격수), 민병헌 (우익수)
- 플레이어스 초이스 어워드 기량발전상 : 박건우
- 일구상 최고투수상: 유희관
- 조아제약 프로야구대상 최고투수상 : 장원준
- 조아제약 프로야구대상 프로감독상 : 김태형
- 최동원 상 : 장원준
- 카스포인트 어워즈 투수 1위 : 장원준
- 카스포인트 어워즈 최우수감독상 : 김태형
- 카스포인트 어워즈 카스 챌린지상 : 김재환
- 포브스 구단가치 평가 1위: 두산 베어스 (1633억)
- 포지션 별 연봉 1위: 김재호 (유격수)
- KBO 마케터 선정 전반기 깜짝스타: 박건우
- 컴투스프로야구 두산 베어스 베스트 라인업: 니퍼트 (1선발)
- 컴투스프로야구2022 타이틀홀더 라인업: 김재호 (유격수)
- 컴투스프로야구 내일은 MVP 라인업: 니퍼트 (중계투수)
- 컴투스프로야구 10년대 올스타: 니퍼트 (선발투수)
- 컴투스프로야구 2019 레전드 골글팀: 니퍼트 (구원투수)
- 컴투스프로야구 아빠와 아들 라인업: 박철우 (타격코치)
- 컴투스프로야구 트레이드 사가 라인업: 고원준 (선발투수)
- 컴투스프로야구 선정 판타스틱4: 니퍼트, 보우덴, 유희관, 장원준
- 컴투스프로야구 선정 대를 이은 야구선수들 라인업: 박세혁
- 컴투스프로야구 선정 2017년에는 못보는 선수들: 홍성흔
- 컴투스프로야구매니저 에이스 카드: 김상진 (우완 선발투수), 정재훈 (중계투수)

### 퓨처스리그
- 아시아 윈터 베이스볼 리그 국가대표: 장민익
- 플레이어스 초이스 어워드 퓨처스리그 우수선수상 : 김인태
- 퓨처스 올스타 : 고봉재, 최용제, 서예일, 김인태
- 북부리그 3루타 : 김인태 (6)

## 선수단
- 선발투수: 니퍼트, 장원준, 보우덴, 유희관, 허준혁, 안규영, 노경은
- 구원투수: 정재훈, 윤명준, 김성배, 진야곱, 김강률, 고봉재, 이용호, 홍영현, 박성민, 함덕주, 오현택, 조승수, 이현호
- 마무리투수: 이용찬, 고원준, 홍상삼, 강동연, 이현승
- 포수: 양의지, 박세혁, 최용제, 최재훈
- 1루수: 오재일
- 2루수: 오재원, 고영민, 정진철, 최주환, 김동한
- 유격수: 김재호, 류지혁, 서예일
- 3루수: 허경민, 이원석
- 좌익수: 김재환, 정진호, 김인태, 조수행
- 중견수: 정수빈
- 우익수: 박건우, 민병헌, 국해성
- 지명타자: 에반스, 이우성, 홍성흔

## 여담
- 김현수는 볼티모어 오리올스에 입단하여 역대 이영민 타격상 수상자 중 최초로 메이저리그에 입성했다.
- 니퍼트는 2015년 이후 KBO 시범 경기에서 단일 시즌 20실점 20자책점을 기록한 첫 선수가 되는 불명예를 안는 등 고전했으나 정규 시즌에서는 커리어 하이를 달성했다.
- 유희관은 후반기 7개의 희생플라이를 허용하여 KBO 리그 단일 시즌 후반기 최다 기록을 세웠다.
- 투수 정재훈은 이 시즌을 끝으로 은퇴했는데, 타자로는 한 타석도 소화하지 않았으나 선수 교체 과정에서 타자 라인업에 잠시라도 이름을 올린 경기가 커리어 통산 50경기로, KBO 리그 역대 0타석 타자 중 최다 출전 기록을 세웠다.
- 이 시즌에 두산 베어스는 93승을 달성하여 KBO 리그 사상 단일 시즌 최다승 기록을 세웠고 희생플라이 68개를 기록하여 단일 시즌 최다 희생플라이를 달성했다.
- 팀은 2015년 9월 22일부터 2016년 8월 16일까지 화요일 경기를 모두 승리하여 19연승으로 KBO 리그 사상 특정 요일 최다 연승 기록을 세웠다.
- 정진호는 삼진 대비 볼넷 비율 6.00으로 KBO 리그 사상 단일 시즌 최고 기록을 세웠다.
- 장원준은 이 시즌 규정 이닝을 채우면서 총 8명의 인계 주자를 남겼는데, 후속 구원 투수들이 이 주자들 중 단 한 명의 득점도 허용하지 않았다.
- 이 시즌 니퍼트의 선발 등판 경기에서 팀은 단 5번만 져 2013년 이후 KBO 리그 단일 시즌 규정 이닝 충족 투수 중 최소 기록을 달성했다.
- 김재환은 3점 홈런 13개로 2013년 이후 규정 타석 충족 타자 중 KBO 리그 단일 시즌 최다 기록을 세웠다.
- 오재원은 체인지업 타율 0.042, 체인지업 장타율 0.042로 2013년 이후 규정 타석 충족 타자 중 단일 시즌 최저 기록을 세웠다.
- 외국인 투수 니퍼트(22)와 보우덴(18)은 총 40승을 합작하여 KBO 리그 역대 단일 시즌 외국인 투수 합작 승수 최다 기록을 세웠다.
- 니퍼트는 이 시즌 22승으로 KBO 리그 외국인 투수 최다 기록을 세웠다.
- 고영민은 이 시즌을 끝으로 은퇴하여 KBO 리그 통산 3000타석 미만 타자 중 통산 최다 득점(427)으로 은퇴한 타자가 되었다.

## 같이 보기
- 1995년 OB 베어스 시즌
- 2015년 두산 베어스 시즌